# Orsidis proletarius
Orsidis proletarius är en skalbaggsart som först beskrevs av Francis Polkinghorne Pascoe 1858.  Orsidis proletarius ingår i släktet Orsidis och familjen långhorningar.
Artens utbredningsområde är Sulawesi. Inga underarter finns listade i Catalogue of Life.